# Вукосава Давидовић
Вукосава Давидовић (Аранђеловац, 28. март 1937) била је српски биолог, физиолог и универзитетски професор.

## Биографија

### Образовање и академска каријера
Вукосава Давидовић дипломирала је 1959. године на Биолошкој групи Природно-математичког факултета Универзитета у Београду, где је 1974. године и докторирала. У звање асистента изабрана је 1961. године, а након вишегодишњег наставног и научног рада, унапређена је у звање редовног професора 1990. године. Своју академску каријеру остварила је на Институту за физиологију и биохемију Одсека за биологију ПМФ-а, који касније постаје Биолошки факултет Универзитета у Београду.

### Руководеће функције
Током дугогодишње академске каријере, Давидовић обављала је више значајних руководећих функција. Била је шеф Катедре за упоредну физиологију и екофизиологију од 1989. до 2003. године, управник Института за физиологију и биохемију у периоду од 1989. до 2002, као и продекан Биолошког факултета у Београду од 1989. до 1991. године.

### Наставни рад
Предавала је више стручних предмета на основним и последипломским студијама, укључујући:
- Упоредну физиологију
- Физиологију животиња
- Екофизиологију животиња
- Упоредну физиологију са екофизиологијом (на постдипломским студијама)[1]

### Научноистраживачки рад
Научни рад Давидовић био је усмерен на проучавање неуроендокриних механизама физиолошких адаптација, са посебним акцентом на:
- зимски сан и хипотермију
- постхипотермичка стања и реституциону термогенезу
- улогу катехоламина и њихових рецептора у процесима терморегулације
- неуроендокрину контролу метаболичке активности мрког масног ткива на молекулском и ултраструктурном нивоу

Истраживања је спроводила у оквиру Института за физиологију и биохемију Биолошког факултета и Института за биолошка истраживања „Синиша Станковић“.

### Усавршавање у иностранству
Своје стручно усавршавање реализовала је у водећим научним институцијама:
- Институт за еволуциону физиологију и биохемију „И. М. Сеченов“, Лењинград (Неуроендокрина лабораторија)
- Медицински факултет у Женеви (Одељење за биоенергетику)
- Медицински факултет у Лондону (Институт за физиологију)[1]

## Изабрана дела
- V. M. Petković, V. M. Davidović, „The Capacity for restitutional thermogenesis – its dependence on the duration of the hypothermic state and catecholamine content of the adrenals“, Resuscitation, 1974, 3[1]
- V. M. Davidović, V. Јанић-Сибалић, „Catecholamine synthesis, release and excretion and adrenocortical activity in the heat stressed rats“, у: Usdin E., Kvetnansky R., Kopin I. (ур.), Catecholamines and Stress, Oxford, 1976[1]
- V. M. Davidović et al., „Activity of antioxidant enzymes in rat skeletal muscle and brown fat: effect of cold and propranolol“, Journal of Thermal Biology, 1999, 24(5–6)[1]
- V. M. Davidović, „Diurnal variations in the catecholamine content in rat tissues. Effects of exogenous noradrenaline“, Archives internationales de physiologie et de biochimie, 1981, 89[1]
- V. M. Davidović et al., „Activities of antioxidant enzymes and monoamine oxidase-A in the rat interscapular brown adipose tissue: effects of insulin and 6-hydroxydopamine“, Comparative Biochemistry and Physiology Part C: Pharmacology, Toxicology and Endocrinology, 1997, 117(2)[1]
- Мрко масно ткиво – метаболички пуфер, Београд, 2002[1]
- Упоредна физиологија I, Београд, 2003 [2]